# 알케스티스 (비극)

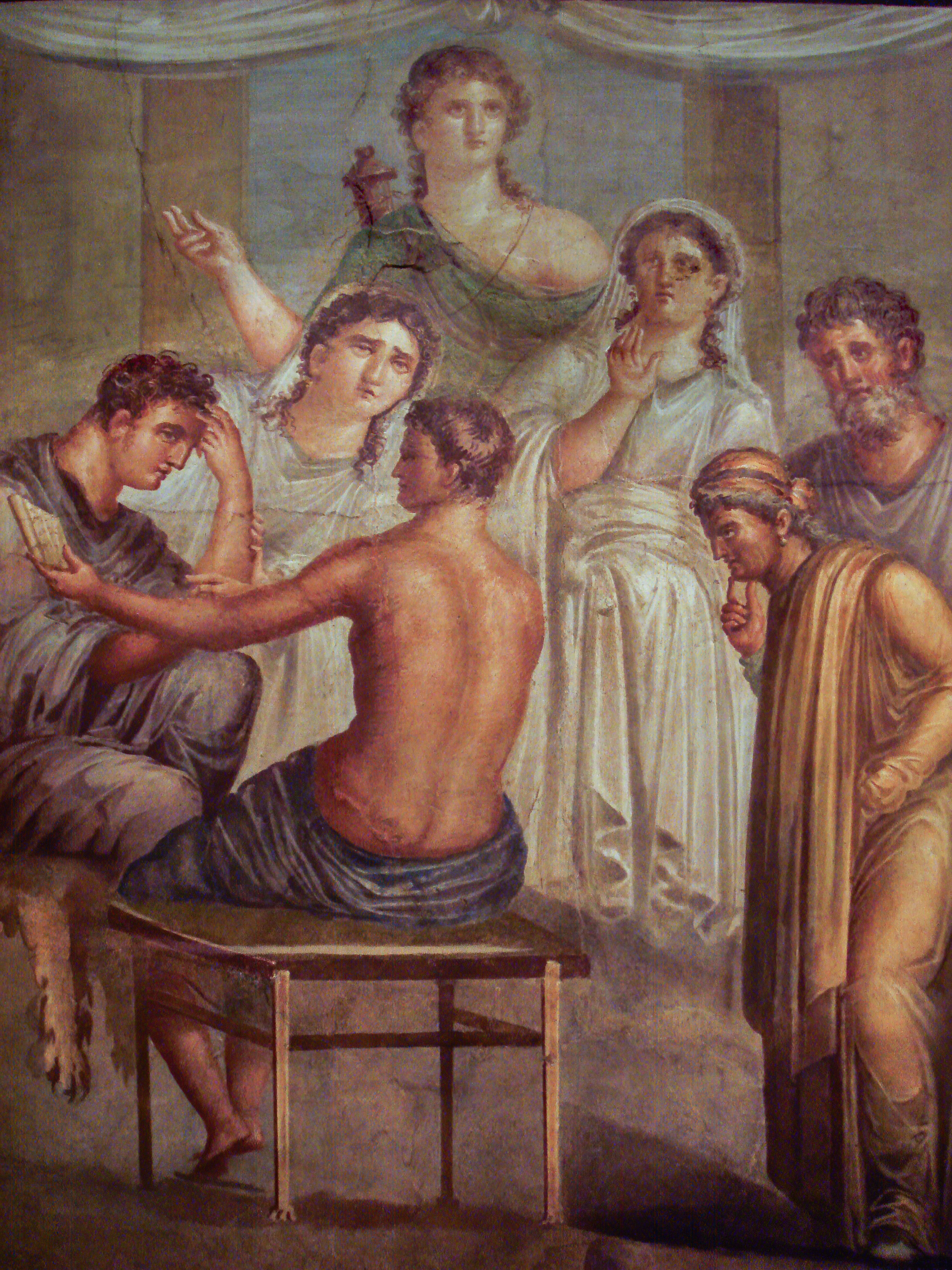

《알케스티스》(고대 그리스어: Ἄλκηστις, Alkēstis, Alcastis)는 에우리피데스가 쓴 고대 그리스 비극 작품이다. 신분 고하를 막론하고 죽음 앞에 평등한, 나약한 인간 군상 가운데서 오직 알케스티스만이 두려움 없이 죽음을 맞아들인다. 에우리피데스는 알케스티스의 고고한 희생정신을 영웅적으로 묘사한 이 작품에서 삶과 죽음이 서로 멀지 않다는 보편적인 진리를 전한다.
알케스티스는 그리스 신화속의 왕 아드메토스와 그를 대신해서 죽는 왕비 알케스티스의 이야기를 소재로 하고 있다. 헤라클레스에게는 아드메테라는 친구가 있었다, 그는 젊고 부자인데다 잘생겼으며 알케스티스라는 매력적인 아내를 갖고 있었다. 페라이의 왕 아드메토스의 아내 알케스티스는 남편의 목숨을 구하기 위해 자신이 대신 죽는 열녀 이야기이다. 알케스티스가 남편과 자식들 곁을 떠나 세상을 등지는 하직 장면들이 감동적으로 펼쳐진다.

## 내용
아폴론은 제우스에게 아들을 잃은 뒤 그 복수로 제우스에게 벼락을 만들어 준 키클롭스를 모두 죽인다. 제우스는 아폴론에게서 신의 지위를 박탈하고 인간에게 노예로 봉사하라는 벌을 내린다. 이런 연유로 아폴론은 잠깐 인간 아드메토스를 주인으로 섬기게 된다. 이때 아드메토스는 노예 신분이 된 아폴론을 여전히 신으로 예우했고, 아폴론은 그의 겸손한 태도에 감동해 보답으로 그를 죽음 문턱에서 구해 주었다. 하지만 여기에는 아드메토스를 대신해 명계로 향할 누군가의 희생이 반드시 필요했다.
아드메토스와 한때 죽기를 각오하고 함께 싸운 전우들도, 그를 세상에 있게 한 부모도 모두 아드메토스를 대신해 죽기를 거부한다. 그때 단 한 사람, 아드메토스의 아내 알케스티스가 그를 대신해 죽겠다고 나선다. 모두가 죽음을 거부하는 가운데 오직 그녀만이 두려움 없이 죽음을 받아들이며 고고한 영웅성을 내비친다. 여성 캐릭터 구축에 특별한 재능이 있었던 에우리피데스는 이 작품에서 알케스티스를 비극의 주인공으로 내세워 삶과 죽음에 임하는 그녀의 남다른 태도를 영웅적으로 묘사했다.
알케스티스의 장례가 한창인 아드메토스의 성에 헤라클레스가 손님으로 찾아온다. 아드메토스는 상중에도 헤라클레스를 손님으로 극진히 대접하고, 아드메토스에게 닥친 불행을 알 리 없었던 헤라클레스가 뒤늦게 사건의 전모를 알게 되면서 극은 반전을 맞는다. 헤라클레스는 아드메토스를 위해 죽은 알케스티스를 저승에서 구해 오기로 작정한다.
에우리피데스의 ＜알케스티스＞는 지나치게 삶에 집착하는 인물들을 우스꽝스러운 모습으로 재현한다. 그럼에도 이 작품은 삶의 소중함을 환기시키며 살아 있음을 감사하게 만든다.

인간은 누구나 다 죽어!
죽기 마련이야! 그 누구도 자신이
내일도 여전히 살아 있을지 알지 못해.
운명의 발걸음이 어디를 향해 가는지 몰라.
(…)
자네들은 인생을 즐겨!
술을 마시고, 매일매일을
자네들 것으로 여기고 즐기란 말일세. (제4삽화)

헤라클레스가 알케스티스의 죽음을 슬퍼하는 하인들에게 한 말이다. 삶과 죽음은 서로 멀지 않고, 만인이 죽음 앞에 평등하듯 삶 또한 만인에게 똑같이 소중하다는 교훈을 전하고 있다. 이는 대부분의 그리스 비극이 공통적으로 피력하는 주제이기도 하다.

## 등장 인물
- 아폴론 - 빛과 음악,궁술,목축의 신
- 죽음의 신(타나토스)
- 코러스 - 페라이의 노인들
- 알케스티스 - 아드메토스의 아내
- 알케스티스의 하녀
- 에우멜로스 - 아드메토스와 알케스티스의 어린 아들
- 헤라클레스 - 그리스의 영웅, 제우스와 알크메네의 아들
- 페레스 - 아드메토스의 아버지
- 아드메토스의 하인

## 참고 문헌
- 에우리피데스, 천병희 역, 『에우리피데스 비극 전집 1』151~204쪽, 도서출판 숲, 2009.